# Secretario de Estado (Antiguo Régimen en España)

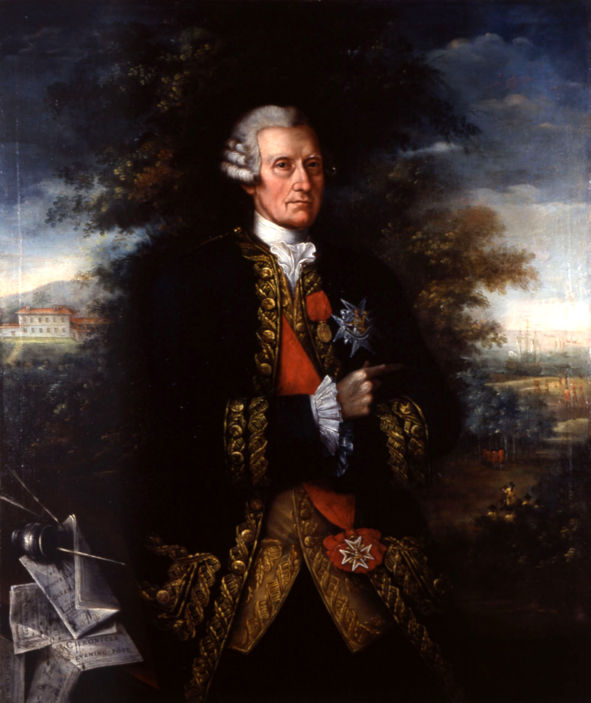
Retrato del político y militar de origen irlandés Ricardo Wall (1694-1777), que fue teniente general del ejército español y Secretario de Estado y de Guerra durante el reinado de Carlos III de España. Lluce la venera de la Orden de Santiago, de la que era caballero, y la cruz y la banda de la Orden de San Jenaro.

El de secretario de Estado o secretario de Estado y del Despacho fue el título que recibieron en España los ministros del rey entre el siglo XVII y mediados del siglo XIX, cuando se reemplazó de forma definitiva por el término «ministro». Hay que aclarar que a los Secretarios de Estado y del Despacho de Estado, es decir, a los titulares de la Secretaría encargada de las relaciones exteriores, se les conocía comúnmente como Secretarios de Estado y, si bien tenían el mismo rango que los otros Secretarios del Despacho, el de Estado asumía el protagonismo, presidiendo las reuniones de los ministros y atendiendo los asuntos más relevantes. 
Su origen se encuentra en los secretarios del Consejo de Estado del siglo XVI, pero con las reformas de Felipe V, la configuración polisinodial de los Consejos decae (a excepción del Consejo de Castilla), y es la Secretaría de Estado y del Despacho la institución que toma mayor preeminencia en la estructura gubernativa, establecida en materias específicas desde 1714.

## Orígenes de los secretarios reales en la Corona de Castilla
El germen del oficio de secretario del Rey o secretario real surge a principios del siglo XIV cuando, en las Cortes de Valladolid de 1312, Fernando IV estableció cuatro escribanos de cámara con el fin de refrendar y suscribir los mandatos y gracias emitidos directamente del monarca, enajenando este cometido de los cancilleres y notarios mayores. Con la instauración de la dinastía Trastámara a mediados del siglo XIV, aparecen las primeras menciones a los secretarios, como los escribanos que actuaban en el ámbito más privado y personal de los monarcas. Así destacan en el reinado de Enrique II a Miguel Ruiz y en el de Enrique III a Juan Martínez del Castillo. En el tiempo de Enrique III a las funciones del secretario se va a añadir las misiones institucionales y diplomáticas, destacando Juan Rodríguez de Villaizán y Pedro Fernández de la Guardia. Estos funcionarios no eran pecheros y por lo general se escogían de entre la media y baja nobleza. 
Durante el reinado de Juan II se perfila la principal función de los secretarios: despachar toda la documentación emanada de la Cámara del Rey, lo que suponía seguir las instrucciones de la voluntad del Rey, ordenar la documentación y confeccionar los documentos y, una vez firmados, refrendarlos. Además, en la fórmula de los documentos firmados por Fernando Díaz de Toledo (al servicio de Juan II entre 1421-1457) ya aparece su condición de secretario del Rey como tal, fórmula que se mantuvo durante el mandato de los secretarios reales de Enrique IV.

## Los secretarios del Consejo de Estado en los orígenes del sistema polisinodial
La victoria de los Reyes Católicos en la guerra de sucesión castellana impuso la autoridad del poder monárquico, de forma que el Consejo Real de Castilla, establecido en las Cortes de Valladolid (1385). se va a configurar como un instrumento de gobierno y de la administración al servicio del poder real fruto de la reformas emprendidas en las Cortes de Toledo de 1480. Este Consejo Real se va a encargar del asesoramiento en los nombramientos y concesión de mercedes; de las tareas judiciales como tribunal de suprema apelación de Castilla, y de la supervisión del gobierno y administración del Reino. Su labor se organizaba en cinco salas: asuntos internacionales, justicia, asuntos de los reinos de la Corona de Aragón, Asuntos de Hermandad y de Hacienda.
Con la complejidad de los asuntos a gestionar y el progresivo aumento de los dominios de la Monarquía, hubo que clarificar la distinción entre el gobierno de la Casa Real de la administración territorial. Los monarcas crearon juntas de consejeros para asesorar al Rey para un ámbito determinado, que serían el embrión de los Consejos. Durante los reinados de Carlos I y Felipe II, junto con el Consejo de Real de Castilla se va a producir la creación de Consejos tanto para asesorar en asuntos territoriales (Aragón, Navarra, Flandes, Portugal, Indias, Italia) como para asesoramiento en asuntos especializados, como el Consejo de Órdenes, el de Cruzada, Hacienda, Inquisición, Guerra o el de Estado. De este sistema polisinodial de Consejos, el Consejo de Estado fue creado en 1521 y organizado en 1526 como un organismo supraterritorial de asesoramiento al monarca, con unas competencias indefinidas acerca de cualquier tema que fuera de interés de aquel, si bien normalmente caía dentro de su conocimiento la política exterior y los graves problemas que pudieran afectar a la Monarquía.
Desde el comienzo de este sistema a finales del siglo XV, y al margen de los miembros que formaban parte de cada Consejo —los consejeros—, los secretarios privados del Rey (al principio sin ningún tipo de jurisdicción ni facultades precisas) adquirieron el mayor poder de influencia en las decisiones políticas y administrativas, puesto que eran los que enlazaban al Rey con los Consejos, asesorando a estos últimos y ejecutando su voluntad; resumiendo para el Rey el asunto de la consulta planteada por el Consejo respectivo; anotando la decisión del monarca y redactando, de acuerdo con dicha decisión, la resolución del Rey para ser comunicada al Consejo. Al gozar de la confianza del monarca, sus secretarios privados asumieron la toma de decisiones por cuenta propia (a costa de las competencias de los Consejos, pues aquellos dejaron de verse obligados a consultar a estos). Además, atendían la correspondencia diaria de los Consejos, preparaban los documentos con sus órdenes y despachaban las peticiones dirigidas al Rey. El número de secretarios reales quedaba a voluntad del Soberano, y, de hecho, el Ordenamiento de Montalvo no hace mención alguna a una hipotética limitación en el número de secretarios, ni en la Cámara del Monarca ni en el Consejo. Además, tampoco existía entre los secretarios reales ningún tipo de jerarquía ni distinción. No obstante, se va apreciando una mayor especialización de determinados secretarios en virtud de su atención de la política internacional: Juan de Coloma, Miguel Pérez de Almazán (1498-1514), Pedro de Quintana (1514-1517) o Pedro Ruiz de la Mota (1517-1522). Los Reyes Católicos despachaban con seis o siete secretarios, cuyos sueldos estaban en torno a los cien mil maravedíes, aunque acumulaban más cargos y prebendas –además de otros ingresos ilegítimos–, lo que les hizo acumular verdaderas fortunas. Cumplieron, sin embargo, un papel fundamental en la organización de la Monarquía Hispánica. 
Por su parte, cada Consejo tenía sus propios secretarios, dependientes de aquel y con funciones limitadas a los asuntos de la competencia del Consejo respectivo, con lo que no tenían necesariamente acceso directo al Monarca ni asegurado el privilegio de despachar con él. Así pues, era el secretario personal del Rey quien constituía el vínculo entre el Rey y los Consejos. Estos secretarios de los Consejos preparaban el orden del día de los mismos, levantaban las acta de sus sesiones, se encargaban de la preparación del material que debía estudiar el Rey (a propuesta del Consejo respectivo) y de los asuntos sobre los que debían deliberar los Consejos de los que dependían; redactaban y realizaban informes, resúmenes y memoriales para que fueran estudiados por los consejeros en sus deliberaciones, y redactaban, fruto de estas, una consulta, que era el documento que finalmente era sometido a la consideración del Rey.
Con la creación del Consejo de Estado, cuya presidencia ejercía el Rey personalmente, su secretario (el del Consejo de Estado) pasó a depender directamente del Rey y no ya del Consejo mismo, lo cual se tradujo en que el Secretario adquirió una posición preponderante respecto del propio Consejo y de sus miembros, los consejeros de Estado. En consecuencia, el secretario del Consejo de Estado, llamado «Secretario de Estado»,  se convirtió en una figura privilegiada, personaje clave de la Administración y en los resortes de poder de la Monarquía, ya que tenía acceso continuo al Rey y a los secretos del gobierno. Esto le permitió al Secretario de Estado actuar más allá de la mera ejecución de la voluntad real, pues, al disfrutar de confianza del Rey, estaba autorizado para aconsejarle y orientar esa real voluntad, sin que en ningún momento pudiera a aspirar a imponerse formalmente sobre las instancias administrativas oficiales, ya que ni por nacimiento, ni por título podía pretender tal cosa, pues no procedían de la alta nobleza y/o alto clero, sino de la media y baja nobleza y del patriciado urbano.

## El apogeo de la secretaría de Consejo de Estado en elsigloXVI
Durante el reinado de Carlos I, tras ocupar las secretarías del Consejo de Estado, Juan Hannart, vizconde de Lombeck (1522-1524) y Jean Lallemand (Juan Alemán), barón de Bouclans (1524-1528), Francisco de los Cobos (1529-1547) obtuvo el cargo, si bien, dada su posición simultánea como secretario privado del Rey, debió acompañarlo en sus largas estancias fuera de la península ibérica, con lo que el ejercicio de sus funciones como Secretario de Estado debió llevarse a cabo por interinos como Juan Vázquez de Molina o Gonzalo Pérez. Tras el fallecimiento de Francisco de los Cobos en 1547, la Secretaría del Consejo de Estado quedó vacante por una década, durante la que Juan Vázquez de Molina ocupó el cargo de forma interina, controlando los resortes de la Administración durante las regencias establecidas por Carlos I. Tras la abdicación de este último en 1556, su hijo y sucesor, Felipe II, dividió la Secretaría del Consejo de Estado: una, a cargo de Juan Vázquez de Molina, para la gestión de los asuntos de España y en apoyo a la regente Juana de Austria para el día a día del gobierno, y otra, encomendada a Gonzalo Pérez, para la gestión de los asuntos que se offrescieren fuera de España.
A lo largo de 1558 se fueron agudizando los conflictos entre la Corte de Felipe II, con sede en Bruselas, y la Regencia establecida en Madrid, lo que supuso el declinar de la influencia de Vázquez de Molina. Antes de su llegada a España —que se produjo en agosto de 1559—, el Rey se preparó con personal de su confianza para defender sus intereses y hacer cumplir sus órdenes, designando, en consecuencia, a Francisco de Eraso para ocuparse interinamente en la Secretaría de Estado para España mientras Vázquez de Molina estuviera enfermo y no pudiera hacerlo por sí mismo. Finalmente, Vázquez de Molina obtuvo licencia definitiva para retirase en 1562, quedando Eraso a cargo de la Secretaría hasta su propia muerte en 1570. Tras la muerte de Gonzalo Pérez en 1566, la Secretaría que venía ocupando (la del Consejo de Estado para fuera de España) fue ocupada de forma interina por Antonio Pérez y Gabriel de Zayas. En 1567, el cardenal Diego de Espinosa, presidente del Consejo de Castilla, Inquisidor General y privado del Rey, remodeló el Consejo de Estado para fortalecer la posición de los letrados en detrimento de la de la nobleza. De este modo, Zayas fue designado para ocupar la recién creada Secretaría del Consejo de Estado para el Norte (competente para conocer de «todos los negocios de Estado tocantes a las dichas embaxadas de la Corte del Emperador e reynos de Francia e Inglaterra, y los que más se ofrecieren concernientes y dependientes de aquellas partes»), y Pérez para la también recién creada Secretaría del Consejo de Estado para Italia (con competencia sobre «todos los negocios de Estado que se ofrecieren tocantes a todo lo de Italia, tanto a la embaxada de Roma como de los demás potentados y ministros y embaxadores nuestros de ella»). Esta división entre Norte e Italia se mantuvo hasta 1706.
La derrota y muerte del rey portugués Sebastián I en la batalla de Alcazarquivir, en 1578, permitieron al Rey español optar al Trono Portugués. A fin de presionar en este sentido y afirmar sus aspiraciones, se organizó una campaña militar liderada por el propio Rey, lo cual requería dejar en Madrid personal de su confianza para garantizar un gobierno estable. Dado que la actitud del monarca hacia Antonio Pérez era de desconfianza, su caída se hizo inminente. En julio de 1579, Antonio Pérez fue arrestado y en septiembre Juan de Idiáquez y Olazábal fue nombrado Secretario de Estado para el Norte, tras la salida de Zayas, acumulándola con la de Italia, vacante tras la caída de Antonio Pérez. No obstante, el Rey depositó su confianza en su secretario personal, Mateo Vázquez de Leca, quien por este hecho comenzó a intermediar en la relación entre el Monarca y el Consejo de Estado, lo que debilitó la influencia del Secretario de Estado.
El progresivo deterioro de Felipe II a partir de 1585 le llevó a crear una junta para asistir al monarca en el gobierno de la Monarquía, examinando consultas y correspondencia emitidas por los distintos Consejos y demás órganos de la Monarquía, asesorando al Rey en su resolución, y en la que Cristóbal de Moura va a prefigurar la figura del valido al gozar de la confianza del Rey para responder las consultas planteadas por la propia Junta o responder a órdenes reales. El Consejo de Estado, dado su carácter supremo, no tenía que supervisado por esta junta, lo cual no impidió que se le sustrajera el conocimiento de asuntos confidenciales que, de ordinario, hubieran sido de su competencia. Esto supuso que el Secretario de Estado quedara limitado a tareas burocráticas y sin influencia de acción política sobre el Rey. En este estado de cosas, Juan de Idiáquez preparó la sucesión de la Secretaría del Consejo en sus familiares: a Martín de Idiáquez e Isasi le correspondió la del Norte (Flandes, Francia y Alemania), y a Francisco de Idiáquez la de Italia. El relevo se produjo en verano de 1587.

## El secretario de Estado y del Despacho Universal en elsigloXVII
El reinado de Felipe III implicó una transformación institucional, originada por la aparición de la figura del valido. Dada la falta de dedicación de los monarcas a los asuntos públicos, se hizo necesaria la existencia de una persona que coordinara la política gubernamental, contando con la confianza del monarca para ello y disfrutando, en calidad de representante oficioso de aquel, de autoridad sobre los Consejos. Paralelamente, la caída del valido se producía por la pérdida de la confianza del Rey. Esta posición no podía ser desempeñada por los Secretarios de Estado, dada su baja extracción social, debiendo recaer en un miembro de la aristocracia, si bien no de la más alta nobleza (a pesar de que los validos verán su grandeza personal aumentada por su desempeño como tales). En calidad de tal, el valido se encargó, por medio de una delegación informal de poderes realizada por el Rey en su persona, de la toma de decisiones en los asuntos políticos, tales como la resolución de las consultas planteadas por los Consejos o la supervisión de las instituciones, actuando con iniciativa propia, sin ser un mero transmisor de la voluntad regia. Simultáneamente, el distanciamiento de los monarcas respecto de los asuntos públicos y la aparición de la figura del valido, garantizó a aquellos la preservación de su popularidad, en tanto que la responsabilidad del ejercicio del poder recaía en el valido y, por ello, en caso de que la opinión pública expresase un fuerte rechazo hacia las políticas puestas en práctica por la Corona, el monarca siempre podía despedir al valido que las había implementado, reemplazándolo por otro, de manera que el valido asumía la responsabilidad política que, en ausencia de su figura, pudiese haber correspondido al Rey mismo.
Dado que el Secretario de Estado tenía acceso a los secretos gubernamentales, los validos procuraron evitar su competencia y limitaron su influencia, para lo cual se apoderaron de su elección, como manifiesta el ejemplo de Pedro Franqueza. Esto permitió al valido controlar el Consejo de Estado, encargándose personalmente del despacho con el Secretario de Estado y, a su vez, sustituyéndolo en el despacho a boca con el Rey. De este modo, el Secretario de Estado quedó limitado a tareas burocráticas dentro del Consejo de Estado, limitándose a presentar la consulta del Consejo y recibiendo la respuesta a la misma ya elaborada, mientras que el valido ejerció como único intermediario entre el rey y el resto de instituciones. Previamente, el Secretario, además de elaborar dictámenes y resúmenes para el Consejo y de redactar las consultas planteadas por aquel, por medio del despacho a boca con el Rey, se encargaba de presentarle las consultas (respecto de las que podía expresar sus recomendaciones al monarca) y, finalmente, redactando la respuesta del Rey para el Consejo y demás personas e instituciones afectadas por las reales decisiones. Sin embargo, una vez aparecida la figura del valido, este sustituyó al Secretario en el despacho a boca con el Rey. Esto no obstante, hay que precisar que la sustitución no se hizo extensiva a las labores más burocráticas, pues los validos se limitaron a suplantar al Rey en la toma de decisiones y en la comunicación verbal con el Secretario, pero no en el despacho escrito, que fue asumido por personal de su estricta confianza, dado que su despacho directo con el Rey había supuesto la desaparición del secretario privado del monarca. El desajuste provocado por la desaparición del secretario privado del Rey vino a ser remediado en el reinado de Felipe IV., a cuyo inicio, y a iniciativa del nuevo valido, D. Gaspar de Guzmán, Conde-Duque de Olivares, se va a procurar una mejor imagen del monarca, evitando dar la impresión de que el monarca carecía de iniciativa y era dominado por su favorito. Por ello, y al efecto de dotar al Rey de una mayor visibilidad en el plano político, pero sin que el valido pierda la exclusividad en la intermediación entre el Rey y el resto de instituciones, se va a retomar la figura del secretario privado, a fin de que impulse la labor burocrática que los validos no habían asumido respecto al manejo de papeles, como la elaboración, enmiendas o resoluciones a cartas o documentos. Para lograr esto, el Conde-Duque de Olivares encargó la labor de despachar con el Rey a un único secretario, a fin de garantizar un mejor control sobre ambos, y cuya elección quedaría en sus manos, asegurándose así poder filtrar la información que llegaba al Rey.
En vez de crearse un puesto nuevo al efecto, el cometido de despachar con el Rey los asuntos de naturaleza burocrática se va a encomendar a uno de los dos Secretarios de Estado, quien por este hecho quedará igualmente adscrito a una secretaría con entidad propia dedicada a atender el despacho de papeles del monarca, sin confundirse ambas. En línea con esta lógica, en 1630 se crearía la Secretaría de Estado para España («de España, Indias e islas adyacentes, costas de Berbería y todo lo indiferente»), la cual quedaría jerárquicamente por encima de las otras dos (Norte e Italia). Si bien la iniciativa fracasó, a la vista de que esta secretaría solo funcionó entre 1630-1643 y 1648-1661 (quedando sus asuntos integrados en la de Norte), la práctica funcional establecida de unión de las dos secretarías (Estado y Despacho) va a traducirse en la aparición de una nueva institución: el Secretario de Estado y del Despacho Universal, hasta su división por el Real Decreto de 11 de julio de 1705.
Con Carlos II, la era de los validos va a llegar a su fin. A partir de entonces, el gobierno va a estar dirigido por un primer ministro: un personaje hasta cierto punto impuesto al Rey, que gobernaba en nombre suyo de una manera similar en que lo hacía previamente el valido, pero cuya posición como tal no dependía ya tanto de la confianza personal del monarca, sino de la de alguna facción nobiliaria o grupo de poder e influencia. El Rey, incluso a pesar de sus intentos, no llegó a asumir plenamente el ejercicio de su alta magistratura en lo referente al gobierno, y, ante la situación de desorden administrativo, dada la ausencia de un referente político absoluto, se va a incrementar la importancia de la figura del Secretario de Estado y del Despacho, en calidad de intermediario entre el Rey y su primer ministro, convirtiéndose, por tanto, en la figura que va a tener un trato más directo con el monarca. Aparte de sus funciones ordinarias (presentar los asuntos del día al monarca, leyéndolos y resumiéndoselos, y transmitir las respuestas a sus destinatarios), el Secretario de Estado y del Despacho quedaba facultado para recibir información confidencial de distintas autoridades al margen de los Consejos, a fin de agilizar trámites y hacer pagos con fondos secretos del rey (la llamada "vía reservada"). En definitiva, su labor principal será la de cursar y agilizar la documentación burocrática en los sótanos de Palacio, conocidos como "La Covachuela".

## Reforma borbónica en elsigloXVIII: Secretarías de Estado y del Despacho
Con el cambio dinástico, el Despacho con el nuevo rey Felipe V se amplió por disposición de su abuelo el rey Luis XIV de Francia con un Consejo de Despacho de personajes escogidos, que al principio eran Manuel Arias y Porres, que era presidente del Consejo de Castilla, y el cardenal Portocarrero. De este modo el rey de Francia evitaba una excesiva influencia del secretario de Despacho sobre el monarca español y a la misma vez el rey de Francia podría controlar y fiscalizar el gobierno de la monarquía española. Inicialmente, para guardar las apariencias el embajador francés Henri Harcourt despachaba con el cardenal Portocarrero aparte. Este Consejo de Despacho controló el despacho a boca con el monarca. En 1704, tras la pérdida de Gibraltar, el Consejo de Despacho fue reformado y ampliado con Manuel Arias, José de Solís y Valderrábano, nuevo presidente del Consejo de Castilla, Juan Domingo de Haro, presidente del Consejo de Flandes, Antonio Sebastián de Toledo Molina y Salazar, presidente del Consejo de Italia y el embajador de Francia Antonio Carlos de Gramont, además del rey y del secretario de Despacho Antonio de Ubilla. A finales de enero de 1705 Pedro Fernández del Campo fue designado como nuevo secretario de Despacho, y dado que para este recién llegado era imposible desempeñar eficientemente todo el trabajo burocrático, el rey estableció en el Real Decreto de 11 de julio de 1705 la división de la secretaría en dos oficinas distintas en función de las exigencias de gobierno para ganar la Guerra de Sucesión: los asuntos de Guerra y Hacienda recayeron en José de Grimaldo, mientras que «todo lo demás de cualquier materia que sea» (primordialmente justicia y asuntos eclesiásticos) se mantuvo en Pedro Fernández del Campo. No obstante, el Consejo de Despacho en ningún caso puede considerarse antecesor del Consejo de Ministros, puesto que era un organismo asesor en el que no había reparto de competencias entre sus miembros y que fue disuelto en 1715.

En el año 1714 se produjo la muerte de la reina María Luisa Gabriela de Saboya en febrero y la vuelta de Jean Orry a España a final de abril, lo que trajo unos cambios administrativos: El secretario de Despacho Pedro Fernández del Campo fue sustituido por Manuel Vadillo y el Real Decreto de 30 de noviembre de 1714 implantó el sistema ministerial francés, estableciendo cuatro secretarías de Despacho: 
- Despacho de Estado y negociación de ministros y negocios extranjeros, encargada de los asuntos extranjeros, para José Grimaldo;
- Despacho de Negocios eclesiásticos, justicia y jurisdicción, encargada de los asuntos eclesiásticos, de la manutención de las regalías de la Corona, del régimen de las universidades, y de la justicia y jurisdicción de Consejos y tribunales, especialmente en los nombramientos, para Manuel Vadillo;
- Despacho de Guerra, encargada de los asuntos militares, para Miguel Fernández Durán;
- Despacho de Marina e Indias, encargada del ámbito naval y a América, para Bernardo Tinajero de la Escalera.

Jean Orry, artífice de la reforma se quedó a cargo de una Veeduría General para los asuntos de Hacienda que supervisaba toda la administración controlando los gastos, y además, la Veeduría disponía de un intendente general que le asistía para facilitar los dictámenes al resto de secretarios, y que fue Lorenzo Armengual de la Mota. El Decreto de 1714 también establecía un Consejo de Gabinete, en el que se integraran los secretarios, aunque no se conoce si formaba un Consejo separado o se integraban en el Consejo de Despacho preexistente; no obstante, la vida de este Consejo finalizó con la caída de Orry a comienzos de 1715, de modo que Giulio Alberoni cortaba el despacho de los secretarios con el rey y así controlaba a los restantes secretarios.
Los nuevos secretarios de Despacho acumularon las atribuciones de los secretarios de Estado (del Consejo de Estado) del siglo XVI como enlaces entre los Consejos y el rey, a las de los secretarios del Despacho Universal del siglo XVII como canalizadores de las comunicaciones del monarca, de este modo, agregaron el prestigio del título de secretario de Estado a cualquier secretario que accediera al Despacho con el monarca, convirtiéndose en las primeras figuras de la Administración al controlar el conjunto del aparato administrativo. Es a partir del Real Decreto de 30 de noviembre de 1714 cuando se va a institucionalizar la figura de secretario de Estado y del Despacho, titulación genérica del ministro a la que se añadía el departamento específico sobre el que se ejercía el despacho. De este modo, el ministro de Guerra era el secretario de Estado y del Despacho de Guerra, o el ministro de Estado era el secretario de Estado y del Despacho de Estado, también llamado secretario del Despacho de Estado, y desde 1734, como primer secretario de Estado, pues de hecho, el Secretario del Despacho de Estado el que va a destacar sobre todos los demás al pasar por sus manos los asuntos de más alto rango Los secretarios de Estado y del Despacho fueron el germen de los ministros, encargados de un departamento específico y con una burocracia profesional a su disposición, con su quehacer pasaron de burócratas a personajes políticos. Los secretarios de Estado y del Despacho tenían acceso privilegiado al monarca teniendo despacho «a boca» con él, lo que significaba, resolver y decidir con el rey, así como poner por escrito esas resoluciones verbales para darles curso. El despacho con el rey se hacía regular y directamente con el monarca y de forma reservada, y además los secretarios asumieron las atribuciones de los antiguos Consejos, así como el control de su personal. sin menoscabar las competencias específicas del Consejo de Castilla en lo relativo a tribunales de Justicia y Gobierno interior, como en la colaboración con el rey el proceso legislativo (siendo el único Consejo con función legislativa).
El 7 de febrero de 1715 Orry fue destituido y el 28 de abril de 1715 se produjo otra nueva reforma en las Secretarías del Despacho: se suprimió la Veeduría General, que se integró en la Intendencia General convertida en una Secretaría de Hacienda u oficina del Intendente General, en la que se mantuvo a Lorenzo Armengual de la Mota; también se suprimió a la Secretaría de Marina e Indias y sus asuntos se repartieron entre las tres Secretarías de Guerra, Estado y Justicia. Con el cardenal Giulio Alberoni fue el nuevo hombre influyente en la Corte surge el Real Decreto de 2 de abril de 1717 que produjo otra nueva reorganización del Despacho Universal, el cual fue dividido entre:
- Estado y Negocios Extranjeros (con Grimaldo)
- Guerra, Marina y Justicia, de España e Indias (con José Rodrigo y Villalpando)
- Gobierno Político y Hacienda de España e Indias (con Manuel Fernández Durán).

Tras la caída de Alberoni en diciembre de 1719, se produjo otra nueva reorganización el 1 de diciembre de 1720, con las secretarías de:
- Estado, con José Grimaldo;
- Guerra, Marina e Indias (excepto lo eclesiástico), con Miguel Fernández Durán
- Hacienda, con Juan de Dios del Río González
- Justicia y Gobierno político (con lo eclesiástico de Indias), con José Rodrigo

Con la caída de Fernández Durán se produjo una nueva reorganización al dividirse su Secretaría en dos: por un lado Guerra, y por otro la de Marina e Indias; quedando la organización en las cinco secretarías de Despacho especializadas y diferenciadas hasta el siglo XIX, aunque se diera el caso que la misma persona ocupara simultáneamente dos o más secretarías, como en el caso de José Patiño Rosales, José del Campillo y Cossío, Zenón de Somodevilla, o Leopoldo de Gregorio. 
No fue hasta el reinado de Fernando VI cuando se produjo la distribución de competencias entras cinco secretarías («Estado», «Gracia y Justicia», «Marina e Indias», «Hacienda» y «Guerra»): la de Estado por el Real Decreto de 15 de mayo de 1754 y las restantes por el Real Decreto de 26 de agosto de 1754. Únicamente entre el Real Decreto de 8 de julio de 1787 y el de 25 de abril de 1790 se fijó en siete el número de las Secretarías: «Estado», «Gracia y Justicia de España», «Marina», «Guerra», «Hacienda», «Gracia y Justicia de Indias» y «Comercio y Navegación de Indias», que volvió a ser de cinco en 1790 estimando crear secciones de Indias en las otras secretarías para que trataran de forma indiferenciada tanto asuntos de España como de Inidas: «Gracia y Justicia de Indias» se asimiló a la de España, «Comercio y Navegación de Indias» se repartió entre Guerra, Hacienda y Marina.
Las cinco secretarías de Estado y del Despacho se mantuvieron durante el resto del absolutismo monárquico. Únicamente al final del reinado de Fernando VII se incorporó el Ministerio de Fomento General del Reino. La creación de este ministerio surge de una necesidad, que expresada por Sáinz de Andino, era «por objeto directo la conservación del orden, la seguridad común del Estado, el buen régimen de las cosas de aprovechamiento común y el juego de la acción del Gobierno en todo cuanto dice orden al fomento y prosperidad común de los pueblos»  El establecimiento de la Secretaría de Estado y del Despacho de Fomento General del Reino por el real decreto de 5 de noviembre de 1832, redujo el Despacho de Estado a las relaciones exteriores, mientras que al nuevo ministerio le quedaba atribuido el gobierno interior, en el que se incluía la instrucción pública, la imprenta y periódicos, bien sean del Gobierno o de particulares, o las Reales Academias y Reales Archivos.
El gobierno absoluto del monarca se vio interrumpido con la implantación del Estatuto de Bayona y la Constitución de 1812, que modificaron la estructura ministerial; el artículo 27 de la Constitución de Bayona de 1808 establecía nueve ministerios: un Ministerio de Justicia, otro de Negocios Eclesiásticos, otro de Negocios Extranjeros, otro del Interior, otro de Hacienda, otro de Guerra, otro de Marina, otro de Indias y otro de Policía General; y el artículo 222 de la Constitución de 1812 estableció siete secretarios del despacho: para el despacho de Estado, el despacho de la Gobernación del Reino para la Península e Islas adyacentes, el despacho de la Gobernación del Reino para Ultramar, el despacho de Gracia y Justicia, el despacho de Hacienda, el despacho de Guerra, y el despacho de Marina.
Durante el reinado de Carlos III se introdujo la novedad del despacho colectivo con la creación por real decreto de 8 de julio de 1787 de la Junta Suprema de Estado, reunión institucionalizada de todos los secretarios para deliberar sobre los asuntos que superaban el ámbito de cada secretaría. Fue disuelta por decreto de 28 de febrero de 1792 tras la caída del Conde de Floridablanca. No sería hasta el real decreto de 19 de noviembre de 1823, cuando se constituyó definitivamente el Consejo de Ministros o gabinete, presidido por un presidente del Consejo (o jefe de Gobierno).